# Ilíone
Ilíone, na mitologia grega, era filha de Príamo e Hécuba. Casada com  Polimestor, teve dele um filho, Deípilo. Ela era a filha mais velha de Príamo.
Existem várias versões sobre seu mito.

## Higino
Este texto segue a Fábula CIX 
Segundo Higino, Ilíone recebeu Polidoro, filho de Príamo e Hécuba, e criou-o como se fosse seu filho, e irmão de Deípilo. Quando os aqueus, depois da queda de Troia, resolveram destruir a raça de Príamo, eles enviaram mensageiros a Polimestor prometendo Electra em casamento, e uma grande quantidade de ouro, caso ele matasse Polidoro.
Polimestor matou Deípilo por engano, achando que estava matando Polidoro. Polidoro, então, foi ao oráculo de Apolo e não acreditou no que o oráculo disse: que sua cidade havia sido queimada, seu pai morto e sua mãe colocada em servidão. Voltando à casa, ele perguntou à sua irmã, e ela contou a verdade. Polidoro então cega e mata Polimestor.